# لجنة الأمم المتحدة الاستشارية للسلطات المحلية
لجنة الأمم المتحدة الاستشارية للسلطات المحلية (UNACLA) هي لجنة من السلطات المحلية تم إنشاؤها في عام 2000 وفقًا لقرار مجلس إدارة موئل الأمم المتحدة 17/18 لعام 1999.
تعمل اللجنة كهيئة استشارية لمنظومة الأمم المتحدة بهدف تعزيز الحوار مع السلطات المحلية في جميع أنحاء العالم المشاركة في تنفيذ برنامج الموئل. يتم تقسيم أمانة اللجنة بين برشلونة ونيروبي.
منذ عام 2019، أصبح يترأس اللجنة رئيس منظمة المدن والحكومات المحلية المتحدة، ورئيس بلدية كازان السابق إلسور ميتشين وجرى انتخابه خلال القمة العالمية لمنظمة للمدن والحكومات المحلية المتحدة في ديربان في جنوب إفريقيا. خلفا لفترة ولاية لقدير طوباش (2011-2019).